# Cesáreo Victorino
Cesáreo Victorino Mungaray (Ciudad de México, México, 19 de marzo de 1979) es un ex-futbolista mexicano que jugaba de mediocampista ofensivo.

## Trayectoria
Es uno de los futbolistas mexicanos que han jugado en Europa y fue parte de la Selección de fútbol de México entre 1998 y 2001.
Hizo su debut con el Club de Futbol Pachuca en 1997 y anotó el gol decisivo en la serie contra los Tigrillos para asegurar el ascenso a la Primera División del balompié mexicano. Su ascenso como jugador del Pachuca fue rápido. Un centrocampista ofensivo con proyección,  formó mancuerna con el delantero Pablo Hernán Gómez, y ayudó a los Tuzos al campeonato del Invierno 1999 en la tercera temporada del club en la Primera División de su país. Su campaña más estadísticamente productiva vino en el torneo Verano 2001, cuando anotó ocho goles con los denominados Tuzos, misma en la que llegó a la Final, la cual perdieron contra el Santos Laguna. Fue transferido al Deportivo Cruz Azul en la temporada siguiente, pero fue incapaz de recuperar el nivel que se le caracterizaba en sus inicios. Más tarde pasó por varios clubes, tanto dentro como fuera de México, incluyendo Pumas de la UNAM y Club Puebla, teniendo una participación notable como mediocampista.
En 2005 fichó por el equipo italiano Padua, pero el contrato nunca fue validado ya que el jugador era un jugador extracomunitario y no se permitía ser miembro de la Serie C.
Sus padres fueron el también futbolista Cesáreo Victorino Ramírez y Patricia Mungaray.

## Estadísticas

### Clubes
La siguiente tabla detalla los encuentros disputados y los goles marcados en los clubes en los que ha militado.
| Pachuca C.F. · México |               |               |     |    |    |   |    |     |     |    |
| 1.ª | 1996-97       | 2             | 0   | -  | -  | - | -  | 2   | 0   |    |
| 2.ª | 1997-98       | 34            | 10  | -  | -  | - | -  | 34  | 10  |    |
| 1.ª | 1998-99       | 24            | 3   | -  | -  | - | -  | 24  | 3   |    |
| 1.ª | 1999-00       | 36            | 1   | -  | -  | - | -  | 36  | 1   |    |
| 1.ª | 2000-01       | 37            | 8   | -  | -  | 3 | 0  | 40  | 8   |    |
| 1.ª | 2002-03       | 31            | 1   | 2  | 0  | - | -  | 33  | 1   |    |
| 1.ª | 2004-05       | 8             | 1   | 1  | 0  | 6 | 0  | 15  | 1   |    |
| Total club | Total club    | 172           | 24  | 3  | 0  | 9 | 0  | 183 | 24  |    |
| Cruz Azul F.C. · México |               |               |     |    |    |   |    |     |     |    |
| 1.ª | 2001-02       | 20            | 2   | 2  | 0  | - | -  | 22  | 2   |    |
| 1.ª | 2003-04       | 33            | 1   | -  | -  | - | -  | 39  | 1   |    |
| 1.ª | 2004-05       | 14            | 2   | -  | -  | - | -  | 14  | 2   |    |
| Total club | Total club    | 67            | 5   | 2  | 0  | - | -  | 69  | 5   |    |
| Slavia Praga · República Checa |               |               |     |    |    |   |    |     |     |    |
| 1.ª | 2006-07       | 4             | 0   | 3  | 1  | - | -  | 7   | 1   |    |
| Total club | Total club    | 4             | 0   | 3  | 1  | - | -  | 7   | 1   |    |
| U.N.A.M. · México |               |               |     |    |    |   |    |     |     |    |
| 1.ª | 2005-06       | 8             | 0   | -  | -  | 6 | 0  | 14  | 0   |    |
| Total club | Total club    | 8             | 0   | -  | -  | 6 | 0  | 14  | 0   |    |
| C.D. Veracruz · México |               |               |     |    |    |   |    |     |     |    |
| 1.ª | 2006-07       | 17            | 1   | -  | -  | - | -  | 17  | 1   |    |
| 1.ª | 2007-08       | 28            | 0   | -  | -  | - | -  | 28  | 0   |    |
| Total club | Total club    | 45            | 1   | -  | -  | - | -  | 45  | 1   |    |
| Puebla F.C. · México |               |               |     |    |    |   |    |     |     |    |
| 1.ª | 2008-09       | 15            | 0   | -  | -  | - | -  | 15  | 0   |    |
| 1.ª | 2011-12       | 1             | 0   | -  | -  | - | -  | 1   | 0   |    |
| 1.ª | 2013-14       | 0             | 0   | 6  | 1  | - | -  | 6   | 1   |    |
| Total club | Total club    | 16            | 0   | 6  | 1  | - | -  | 22  | 1   |    |
| Lobos B.U.A.P. · México |               |               |     |    |    |   |    |     |     |    |
| 2.ª | 2008-09       | 16            | 4   | -  | -  | - | -  | 16  | 4   |    |
| 2.ª | 2009-10       | 13            | 1   | -  | -  | - | -  | 13  | 1   |    |
| 2.ª | 2010-11       | 29            | 4   | -  | -  | - | -  | 29  | 4   |    |
| Total club | Total club    | 58            | 9   | -  | -  | - | -  | 58  | 9   |    |
| Total carrera | Total carrera | Total carrera | 370 | 38 | 14 | 2 | 15 | 0   | 399 | 40 |
| (1)Incluye datos de la Copa México, Pre Pre Libertadores (2002) y Copa Checa (2006). (2)Incluye datos de la Copa Campeones CONCACAF (2000) y Copa Libertadores (2005 y 2006). |               |               |     |    |    |   |    |     |     |    |

### Selección nacional
| Selección  | Año        | Amistosos | Amistosos | Eliminatorias | Eliminatorias | Mundial | Mundial | Copa Oro | Copa Oro | Copa América | Copa América | Copa Confederaciones | Copa Confederaciones | Total | Total |
| Selección  | Año        | Part.     | Goles     | Part.         | Goles         | Part.   | Goles   | Part.    | Goles    | Part.        | Goles        | Part.                | Goles                | Part. | Goles |
| ---------- | ---------- | --------- | --------- | ------------- | ------------- | ------- | ------- | -------- | -------- | ------------ | ------------ | -------------------- | -------------------- | ----- | ----- |
| México     |            |           |           |               |               |         |         |          |          |              |              |                      |                      |       |       |
| 1998       | 2          | 0         | -         | -             | -             | -       | -       | -        | -        | -            | -            | -                    | 2                    | 0     |       |
| 2000       | 2          | 0         | -         | -             | -             | -       | -       | -        | -        | -            | -            | -                    | 2                    | 0     |       |
| 2001       | 2          | 0         | 1         | 0             | -             | -       | -       | -        | 3        | 0            | 3            | 0                    | 9                    | 0     |       |
| Total club | Total club | 6         | 0         | 1             | 0             | -       | -       | -        | -        | 3            | 0            | 3                    | 0                    | 13    | 0     |

## Selección nacional

### Categorías menores
Sub-20
jugó para México en el Campeonato Mundial Juvenil 1999 Copa Mundial celebrada en Nigeria

### Absoluta
Su primera convocatoria se dio durante la era de Manuel Lapuente apenas muy joven lo convocó en 1998 en un partido amistoso contra El Salvador.
Partidos internacionales
| #  | Fecha                   | Rival           | Sede             | Estadio                           | Resultado | Competición               |
| -- | ----------------------- | --------------- | ---------------- | --------------------------------- | --------- | ------------------------- |
| 1  | 17 de noviembre de 1998 | El Salvador     | Los Ángeles      | Los Angeles Memorial Coliseum     | 2 - 0     | Amistoso                  |
| 2  | 18 de noviembre de 1998 | Guatemala       | Los Ángeles      | Los Angeles Memorial Coliseum     | 2 - 2     | Amistoso                  |
| 3  | 8 de febrero de 2000    | República Checa | China            | Hong Kong                         | 1 - 2     | Copa Carlsberg 2000       |
| 4  | 25 de octubre de 2000   | Estados Unidos  | Los Ángeles      | Los Angeles Memorial Coliseum     | 0 - 2     | Amistoso                  |
| 5  | 30 de mayo de 2001      | Australia       | Suwon            | Estadio Mundialista de Suwon      | 0 - 2     | Copa Confederaciones 2001 |
| 6  | 1 de junio de 2001      | Corea del Sur   | Ulsan            | Estadio Mundialista de Ulsan      | 1 - 2     | Copa Confederaciones 2001 |
| 7  | 3 de junio de 2001      | Francia         | Ulsan            | Estadio Mundialista de Ulsan      | 0 - 4     | Copa Confederaciones 2001 |
| 8  | 16 de junio de 2001     | Costa Rica      | Ciudad de México | Estadio Azteca                    | 1 - 2     | Eliminatoria Mundialista  |
| 9  | 15 de julio de 2001     | Paraguay        | Santiago de Cali | Estadio Olímpico Pascual Guerrero | 0 - 0     | Copa América 2001         |
| 10 | 18 de julio de 2001     | Perú            | Santiago de Cali | Estadio Olímpico Pascual Guerrero | 0 - 0     | Copa América 2001         |
| 11 | 29 de julio de 2001     | Colombia        | Santiago de Cali | Estadio Nemesio Camacho El Campín | 0 - 1     | Copa América 2001         |
| 12 | 23 de agosto de 2001    | Liberia         | Veracruz, Ver.   | Luis "Pirata" Fuente              | 5 - 4     | Amistoso                  |
| 13 | 31 de octubre de 2001   | El Salvador     | Puebla           | Cuauhtémoc                        | 4 - 1     | Amistoso                  |

### Participaciones en fases finales
| Competición                    | Categoría | Sede                  | Resultado        | Partidos | Goles |
| ------------------------------ | --------- | --------------------- | ---------------- | -------- | ----- |
| Copa Mundial de 1999           | Sub-20    | Nigeria               | Cuartos de final | 5        | 0     |
| Copa Carlsberg 2000            | Absoluta  | Japón                 | Tercer lugar     | 1        | 0     |
| Copa FIFA Confederaciones 2001 | Absoluta  | Corea del Sur y Japón | Primera fase     | 3        | 0     |
| Copa América 2001              | Absoluta  | Colombia              | Subcampeón       | 3        | 0     |

### Participaciones en fases clasificatorias
| Competición                | Categoría | Sede                                 | Resultado   | Partidos | Goles |
| -------------------------- | --------- | ------------------------------------ | ----------- | -------- | ----- |
| Clasificación Mundial 2002 | Absoluta  | Norteamérica, Centroamérica y Caribe | Clasificado | 1        | 0     |

## Palmarés

### Campeonatos nacionales
| Título                     | Club         | País   | Año  |
| -------------------------- | ------------ | ------ | ---- |
| Liga de Ascenso de México  | Pachuca C.F. | México | 1997 |
| Campeón de Ascenso         | Pachuca C.F. | México | 1998 |
| Primera División de México | Pachuca C.F. | México | 1999 |